# Jakub Dvořecký
Jakub Dvořecký (21. července 1750 Telč – 27. dubna 1814 Třebíč ) byl český římskokatolický duchovní a historik.

## Život
Jakub Dvořecký pocházel z rodu rytíře Prokopa Dvořeckého z Olbramovic (sťatého 21. června 1621 v Praze). Na kněze byl vysvěcen roku 1773 v Kroměříži.
Poté působil v Rokytnici jako kooperátor. Do Třebíče přišel v roce 1774 nebo 1775 a setrval zde po zbytek svého života. V roce 1784 byl císařem Josefem II. jmenován prvním duchovním správcem nově zřízené jejkovské farnosti při kostele Proměnění Páně. V roce 1798 se stal farářem a děkanem při kostele sv. Martina z Tours.
Mimo svou duchovní službu se věnoval „sběratelství místní historie“; sepsal několik spisků a řadu záznamů, významné jsou ty o Třebíči a její historii, např.:
- inventář svatomartinské fary a její historii (1805),
- Domácí protokol – kroniku farnosti a města,[3]
- vzor pro vizitace (1780).

Na sklonku života věnoval třebíčskému děkanství asi 500 svazků své knihovny. Jméno Jakuba Dvořeckého nese jméno jedna z horeckých ulic.